# Christian Oppliger
Christian Oppliger ist ein Schweizer Berufsoffizier im Rang eines Brigadiers.

## Leben
1990 absolvierte Christian Oppliger die Matura Typus C in Lausanne. Nach seiner Rekrutenschule besuchte er die Piloten- und Pilotenoffiziersschule, wurde zum Militärpilot brevetiert und trat dem Berufsfliegerkorps der Schweizer Luftwaffe bei. Von 1998 bis 2002 studierte er an der Eidgenössischen Technischen Hochschule in Lausanne und schloss als Dipl. Elektroingenieur FH ab. Ab 2005 war er als Pilot der McDonnell Douglas F/A-18 Hornet in der Operationellen Erprobung und Evaluation tätig und wurde 2009 in dieser Funktion zum Chef. 2018 erfolgte die Ernennung zum Chef Planung, Projekte und Versuche der Luftwaffe, 2021 übernahm er als Oberst die Einführung des Lockheed Martin F-35 und 2024 wurde er unter gleichzeitiger Beförderung zum Brigadier stellvertretender Kommandant der Luftwaffe. Nach dem Wechsel von Peter Merz zu Skyguide ernannte der Bundesrat Oppliger zum neuen Kommandanten der Luftwaffe unter gleichzeitiger Beförderung zum Divisionär per 1. Oktober 2025.
Als Milizoffizier führte er zwischen 2007 und 2023 das Fliegergeschwader 14 stationiert am Militärflugplatz Sion und übte bei Einsätzen die Milizfunktion Chef Operationszentrale Luftwaffe aus.